# 渡辺謙
渡辺 謙（わたなべ けん、1959年〈昭和34年〉10月21日 - ）は、日本の俳優。本名同じ。新潟県北魚沼郡広神村（現︰魚沼市）出身。

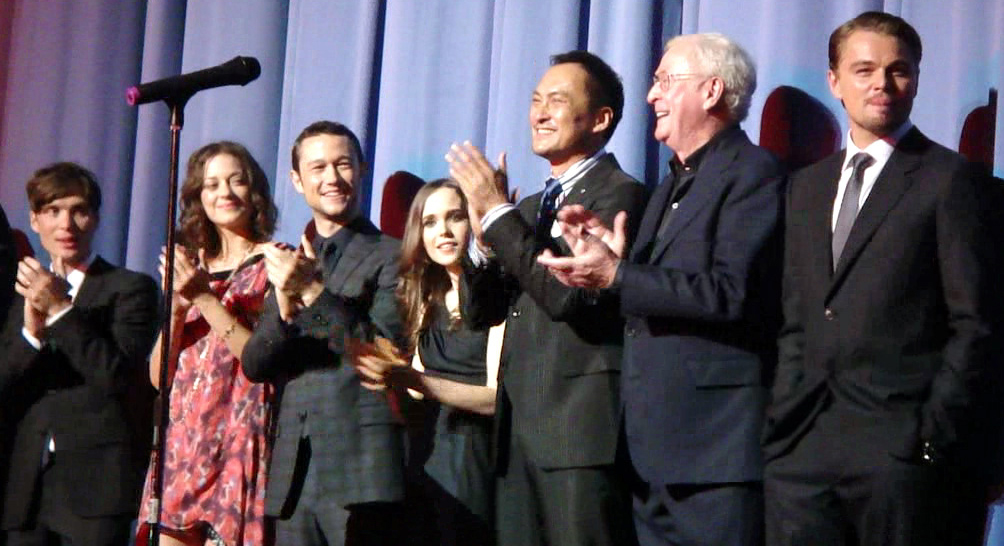
2010年7月に行われた映画『インセプション』のプレミアにて、主要キャストの1人として壇上に立つ渡辺謙（右から3番目）

世界各国において映画を中心にテレビドラマ・舞台・テレビコマーシャルと幅広く活動しており、世界的に知名度が高い日本人俳優の1人である。身長184cm、体重80kg。

## 来歴

### デビューまで
新潟県北魚沼郡広神村にて共に教師をしていた両親の元に生まれる。両親の転勤で、幼少期を新潟県内の入広瀬村、守門村（ともに現・魚沼市）、高田市で過ごす。新潟県立小出高等学校在学時には吹奏楽部に所属し、幼少の頃から親しんできたトランペットを担当。高校卒業後の1978年、東京の武蔵野音楽大学進学を目指す。しかし音大受験に必要な本格的な音楽教育は受けておらず、中学生の時に父が病に倒れて仕事ができなくなったこともあり、学費捻出の困難などの問題から断念した。同年、芥川比呂志演出による演劇集団 円公演『夜叉ヶ池』を観劇して感銘を受け、翌年に同劇団附属の研究所に入所。アルバイト先で知り合った猪俣公章の紹介で唐十郎作、蜷川幸雄演出『下谷万年町物語』のオーディションを受け、研究生ながら主演の青年役に抜擢された。
1982年、演劇集団 円の劇団員に昇格し、『未知なる反乱』でテレビデビューを果たした。1984年には『瀬戸内少年野球団』で映画デビュー。その後も『タンポポ』、『海と毒薬』などの映画に相次いで準主役級で出演。1986年のNHK連続テレビ小説『はね駒』にも出演した。

### 『独眼竜政宗』『藤枝梅安』と闘病
1987年のNHK大河ドラマ『独眼竜政宗』で主役（伊達政宗役）を演じ、39.7%という大河ドラマ史上最高の平均視聴率を獲得。一躍全国的な人気を獲得、スターダムにのし上がる。また、その頃から歌手としても1992年頃まで活動していた。
以降、舞台・テレビドラマなどで次々と大役を演じ、前途洋々に見えた1989年、映画初主演となるはずであった『天と地と』の撮影中に急性骨髄性白血病を発症し、降板。再起はおろか生命も危ぶまれたが約1年間の闘病後、治療を続けながらも俳優業に復帰。定期的に入院治療を続けながら、『仕掛人・藤枝梅安』を中心に活動するが、大きな仕事はできなかった。経過は良好に見え、一応治療が終了した1993年、NHK大河ドラマ『炎立つ』に再び主演、完全復活をアピールした。しかし、発病から5年が経った1994年に再発。再治療を行い、経過は良好となり、翌年、無事復帰を果たす。

### 方向性の模索
病気再発を経て再復帰した時期と前後して、初の本格的娯楽時代劇シリーズドラマ『御家人斬九郎』、2時間ドラマでは『わが町』『鍵師』などが当たり役となりシリーズ化されたが、渡辺はあまりにも強烈な「政宗」のイメージと、俳優としての評価以前にまず病気のことを持ち出されることなどに悩んでいたという。30代の終わりを機に、これらの人気シリーズを全て終了させるとともに、従来彼のイメージにはなかった悪役・ダメ男役・格好悪い役柄などを積極的に演じるようになる。2000年には、『池袋ウエストゲートパーク』に出演。2001年、久々に演劇集団 円の公演『永遠 Part2』で舞台に立つが、これが結局「円」での最後の舞台となった。2002年元日をもって退団、所属をケイダッシュに移す。

### 世界進出と映画初主演

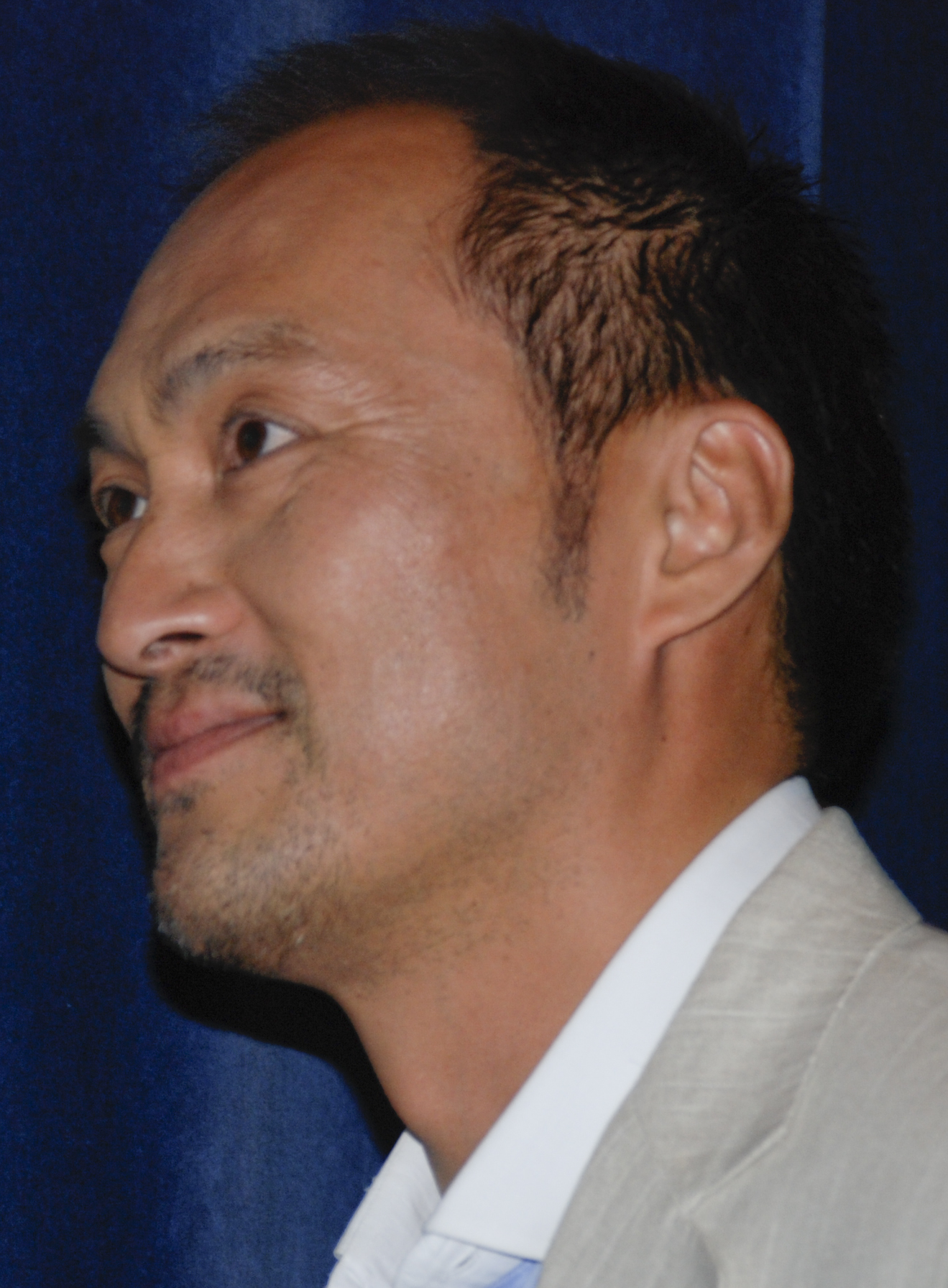
2007年5月10日、ニューヨーク・ブルックリンにて。

日本国外映画初出演となったアメリカ映画『ラスト サムライ』（2003年公開）で、渡辺は同年度の第76回アカデミー賞助演男優賞ならびに第61回ゴールデングローブ賞 助演男優賞、第30回サターン賞 助演男優賞にノミネートされる等高い評価を得る。これを機にロサンゼルスに居を構え、『バットマン ビギンズ』や『SAYURI』など日本国外映画に立て続けに出演。当初通訳を要していた英会話に関しても猛勉強の末、殆どの会話を自らこなしている（現地での生活ぶりや英語学習の様子は「AERA English」に掲載された）。2005年には、米国の『タイム誌』の表紙にグラビアが掲載されたり、『ピープル誌』が企画する「最もセクシーな外国人男性」の1人に選出された。
日本映画では2006年に、荻原浩の小説『明日の記憶』映画化作品で映画初主演。同作品の映画化に当たっては各映画会社の駆け引きがあり、渡辺を含む複数の日本を代表する大物俳優達が候補に挙がったが、自らも闘病経験があり原作に人一倍の共感を持てた渡辺が、荻原に映画化を熱望する旨の手紙を直接送付したことで（荻原は最初誰かの悪戯だと思ったが、紛れもなく渡辺本人からのものだと知り仰天したという）、渡辺の主演で映画化された。白血病の発症以降、患者役や医療関係者役、難病を扱った作品は避けてきたが、この作品で若年性のアルツハイマー病に冒されていくという主人公を演じている。また、映画公開と同じ時期に発表した自らの著書『誰? - WHO AM I?』で、かつて白血病の治療中頻繁に受けた輸血（主に血小板輸血）が原因でC型肝炎ウイルスに感染し、『明日の記憶』の撮影はその治療の副作用に悩まされながら敢行していたことを告白。現在は急性骨髄性白血病・C型肝炎ウイルス感染ともに問題のない良好な状態を保っているという。更にこの作品で初めてエグゼクティブ・プロデューサーを兼任。映画の普及とアルツハイマー病への理解を促進するため全国各地を奔走した（ただし、渡辺本人は「自分はプロデューサーというよりも『イントロデューサー（紹介者）』である」と述べている）。
2006年には、クリント・イーストウッド監督の映画『硫黄島からの手紙』に、栗林忠道役で日本国外映画初主演。他の主要日本人キャストはオーディションの末選出されたが、渡辺だけは監督から直接出演要請があった。外国語映画賞を受賞したゴールデングローブ賞の授賞式において、壇上のクリント・イーストウッド監督は「偉大なるケン・ワタナベに敬意を表したい」と渡辺に言葉を贈った。
2007年2月25日（現地時間）、第79回アカデミー賞授賞式に出席し、カトリーヌ・ドヌーヴと2人で非英語圏の俳優代表として舞台に立ち、賞が設定されて50周年を迎えた外国語映画賞の歴史を紹介した。
2008年2月に撮影開始された映画『ダレン・シャン』にも、サーカスのオーナー、Mr.トールで出演。また、『バットマン ビギンズ』で仕事をしたクリストファー・ノーラン 監督の新作サスペンス『インセプション』で再び起用されている。
2009年10月、山崎豊子原作の映画『沈まぬ太陽』に恩地元役で主演し、第33回日本アカデミー賞最優秀主演男優賞、第34回報知映画賞主演男優賞を受賞。映画公開初日の舞台挨拶にて作品・撮影の厳しさを語り、男泣きした。
2014年には、『GODZILLA ゴジラ』にメインキャストの一人として出演。この作品の中で「ガッズィーラ」という英語の発音を頑なに拒否し、「ゴジラ」と日本語の発音にこだわったとインタビューに答えている。
韓国の釜山国際映画祭では日本人として初めて開幕式の司会をした。
2015年、ミュージカル『王様と私』でトニー賞・ミュージカル部門主演男優賞にノミネートされる。
2016年2月9日、早期の胃がんが発見され、手術を受けたことを明らかにした。2時間弱の手術と4日間の入院後、自宅療養を経て、3月5日に渡米し、再び『王様と私』でブロードウェイミュージカルに出演を果たす。
2022年12月30日、21年間所属したケイダッシュを同年末をもって退社し2023年1月1日から独立することを明らかにした。

### 栄誉賞
- 2014年11月1日、魚沼市制施行10周年記念式典で「名誉市民称号」を授与[19]。
- 2015年9月2日、新潟県民栄誉賞授与[20]。

## 人物
出演作品を選ぶ基準について「自分の心の針が振れるかどうかで素直に選んでいますね」と述べている。
趣味は乗馬やゴルフ、料理など多岐にわたる。無類の蕎麦好きで、テレビ番組に出演した際、十割蕎麦を「ケレン」と評するほどのこだわりを持ち、特に故郷新潟名物の「へぎそば」を好む。スポーツではプロ野球の阪神タイガースの熱狂的なファン（下記参照）であり、ラグビーの神戸製鋼コベルコスティーラーズファンとしても知られる。
ヘビースモーカーであり、移動や下記の阪神タイガースの応援の際、新幹線車内や東京駅、新大阪駅、甲子園球場等の喫煙ルームや喫煙エリアに突然一人で姿を現し、周りを驚かせたこともある。
東京のほか、ロサンゼルスやニューヨークにも居住経験がある渡辺であったが、2020年、1年ほど前から長野県軽井沢町に住民票を移し、移住していることをメディアで明かした。渡辺は元々軽井沢に別荘があったことで知られていた。

### 阪神ファンとして
幼少期に後楽園球場にて観戦したプロ野球・読売ジャイアンツ（巨人）対阪神タイガースの試合で江夏豊と田淵幸一のバッテリーを見て以来、阪神タイガースの熱狂的なファンである。阪神の試合結果はハリウッドに活動拠点を移した後でもインターネットなどで随時情報収集しており、日本語版X(旧Twitter)のポストの殆どが阪神戦勝利を祝うものであるほど。渡辺自身も多忙な中、2005年9月19日と9月20日には阪神甲子園球場に駆けつけ、阪神×中日戦を観戦。20日には関西地方のテレビ局の中継『サンテレビボックス席』に5回までゲスト出演した。日本にいるときは精力的に甲子園球場にタイガースの応援に出かけて行く。野球解説者の福本豊と友人で、試合観戦後は福本と甲子園球場近隣の庶民的な居酒屋でにぎやかに野球談義に花を咲かせていた。またそう言ったことからハリウッド関係者の間では「シーズンオフの間に撮影は終わる」と説明したり阪神が勝利した翌日にオファーをかけると承諾されやすいということが言われているという都市伝説がある。
2014年10月12日のセントラル・リーグのクライマックスシリーズ第2戦では甲子園球場バックネット裏で観戦。試合経過に一喜一憂する姿がテレビ中継で流れた。
阪神が出場した2023年の日本シリーズ開催期間中である同年11月3日には前述の福本との交友が縁となり、福本がレギュラー出演しているサンテレビ制作の阪神応援番組『熱血!!タイガース党』にゲスト出演した。同年の日本シリーズは全7試合を現地観戦し、38年ぶりの日本一を目の当たりにした。
2024年8月1日に行われた「阪神甲子園球場100周年記念式典」ではスペシャルナビゲーターを務めた。

### 生成AIについて
生成AIの脅威を訴える全米映画俳優組合と全米映画テレビ制作者協会のストライキの“暫定合意”と渡辺がAIのリーダーを演じた『ザ・クリエイター/創造者』（AIが暴走して核災害を起こす）を念頭に、渡辺はAIに対する見解を「本屋の店員さんが社会にいらなくなるって、僕は嫌だなと。あれも社会の一つの大きな文化だと思うので。俳優組合のストといった大きなことではなくて、私たちそのものが、この技術がいるのかいらないのかを考えて選択していかないと。『クリエイター』のように、いざそうなった時に『AIは全部排除しなさい』という政策を取らなければいけない時代が来る前に、ちゃんと僕らは選択をしていきたいと思います」「最近、ニュースもAIで読まれてたりするのって、ちょっとどうかと思いますよね」と語った。

## 家族
父の渡辺亮一（1930年 - ）は画家として活動している。
1983年に結婚した前夫人とは2年に及ぶ調停の末、2005年3月に離婚。時を同じくしてテレビ東京のサスペンスドラマの共演を機に知り合った女優の南果歩と本格的に交際を開始し、同年12月3日に再婚。二人の交際に関しては日本の芸能マスコミもノーマークで、AP通信配信の写真で渡辺が映画『SAYURI』のニューヨークプレミアに同伴した「未確認ゲスト」の女性が南と判明すると同時に、二人の結婚が公表された。南が前夫の辻仁成との間に儲けた1子（男子）とも養子縁組（次男）し、一時は南と次男と共に米国ロサンゼルスを生活の拠点にしていた。仕事で世界各地を飛び回る渡辺と、より家族の時間を多く持てるよう考慮して、家族の生活の拠点は日本に置いている。当初、結婚式などは挙げなかったが、2010年8月、結婚5年目の節目としてロサンゼルスで挙式したことを公表した。2017年3月、知り合った時点では大阪・北新地のホステスであった元ホステスとの不倫関係を『週刊文春』にて報じられた。南果歩が乳がんで闘病中であることもあり、所属事務所は「渡辺が米国から帰国次第、今後の対応を検討する」としている。2018年5月17日、南との離婚を発表。2023年6月、この元ホステスで現一般人女性（ジュエリーデザイナー）と
今春に再婚したことを明らかにした。
最初の妻との間に儲けた第1子（長男）の渡辺大は俳優として、第2子（長女）の杏は女優やファッションモデルとして活動している。なお、大とは間接的にではあるが共演歴がある 一方、杏とは役者業以外でも長年共演したことがなかったが、2022年に杏のYouTubeチャンネルで親子初共演が実現した。杏の独身時代、「娘はとっとと嫁に行っちゃえと思うが、せがれ（大）はそうはいかないので、いい仕事に巡り合えればいいなと思う」と述べていた。 2008年8月には大に第1子が誕生し、渡辺は48歳の若さで初孫を持つ身となった。孫たちには「J」と呼ぶよう指示しているという。

## エピソード
1996年に刊行された社会派映画監督熊井啓の著書『映画の深い河』では、深く渡辺について言及している。熊井の『海と毒薬』に起用するかどうか判断するために初めて渡辺と会った時に感じた独特の雰囲気は、「初めて石原裕次郎や小林旭、赤木圭一郎、吉永小百合らを見た時に感じたスター性と同じものを感じた」と記している。また、スター性だけでなく『海と毒薬』の製作過程で長尺のアフレコを行った際のあまりにも正確な仕事ぶりに感心し、三船敏郎に劣らない卓越した集中力を持っている俳優であると激賞。そして、いつか渡辺主演で映画を撮りたいと述べていた。
2007年のアカデミー賞でプレゼンターを一緒に務めたカトリーヌ・ドヌーヴが、約2週間後の3月13日に「フランス映画祭2007」団長として来日。東京都港区のフランス大使館での記者会見の時に渡辺の印象について聞かれ、「彼の英語は素晴らしいと思った。非常に才能があって、素敵な方ですね」と語った。なお、出演している作品の吹き替え版でもほとんど渡辺自身が声を担当している。都合上出演出来ない場合は、大川透、水内清光などが吹き替えを行っている。
2009年5月29日付『東京新聞』の一般投書欄へ渡辺自身が投稿していた。具体的には、日本の方向性を示しきれない政治家へ苦言を呈すると共に、麻生内閣が決定した補正予算の中の「アニメの殿堂（国立メディア芸術総合センター）」について「文化発信に繋がるという妄想は止めて、即座に予算から削除するべき」というものであった。また、2015年7月8日には、自身のツイッターに2020年東京五輪開催に伴う国立競技場の建設計画に関して、「不思議なニュース」とコメントしている。
2010年の中国の上海国際博覧会でのジャパンデーにあわせ、財団法人の角川文化振興財団（理事長：角川歴彦）の企画によって原寸大で復元された遣唐使船がかつての遣唐使と同一の航路で大阪港から上海に入港し、プロジェクトの親善大使を務めた渡辺を乗せて会場内を流れる黄浦江を航行した。
2013年、東日本大震災の被災者たちを支援しようと、宮城県気仙沼市に自身がプロデュースしたライブカフェ「K-port」をオープン。オープニングイベントとして11月24日に1日だけのスペシャル企画として、南果歩と朗読劇『ラヴ・レターズ』を上演している。日本滞在時は月に一度は気仙沼を訪れ、不在時には毎日のようにファクシミリでメッセージを送り、それを店頭に貼って被災地を励ましている。メニューも自身で考案している。
2014年5月13日、蟹江敬三のお別れの会でメッセージを述べた。蟹江が出演した前年上期の連続テレビ小説『あまちゃん』での話などを交えてスピーチした。また、瀬戸内寂聴とは元妻の南ともども親交があった。

## 出演

### 映画

#### 日本映画
- 瀬戸内少年野球団（1984年、日本ヘラルド映画、篠田正浩 監督） - 中井鉄夫 役
- タンポポ（1985年、東宝、伊丹十三 監督） - ガン 役
- 結婚案内ミステリー（1985年、東映、松永好訓 監督） - 船山哲也／関根昌和 役
- 海と毒薬（1986年、日本ヘラルド、熊井啓 監督） - 戸田 役
- 幕末純情伝（1991年、松竹、薬師寺光幸 監督） - 坂本竜馬 役
- ラヂオの時間（1997年、東宝、三谷幸喜 監督） - トラック運転手 役
- てなもんや商社（1997年、松竹、本木克英 監督） - 王 役
- 絆 -きずな-（1998年、東宝、根岸吉太郎 監督） - 佐古章生 役
- スペーストラベラーズ（2000年、東映、本広克行 監督） - 坂巻隼人（クラッシュボンバー） 役
- ざわざわ下北沢（2000年、シネマ下北沢、市川準監督） - 石田 役
- 溺れる魚（2001年、東映、堤幸彦 監督） - 御代田 役
- 千年の恋 ひかる源氏物語（2001年、東映、堀川とんこう 監督） - 藤原道長／藤原宣孝 役
- 陽はまた昇る（2002年、東映、佐々部清 監督） - 大久保修 役
- T.R.Y.（2003年、東映、大森一樹 監督） - 東正信 役
- 新・仁義なき戦い / 謀殺（2003年、東映、橋本一 監督） - 藤巻寛明 役
- 北の零年（2005年、東映、行定勲 監督） - 小松原英明 役
- 明日の記憶（2006年、東映、堤幸彦 監督） - 佐伯雅行 役（主演）※第30回日本アカデミー賞最優秀主演男優賞受賞
- 沈まぬ太陽（2009年、角川映画、若松節朗 監督） - 恩地元 役（主演）※第33回日本アカデミー賞 最優秀主演男優賞受賞
- はやぶさ 遥かなる帰還（2012年、東映、瀧本智行 監督） - 山口駿一郎 役（主演）
- 許されざる者（2013年、ワーナー・ブラザース映画、李相日 監督） - 釜田十兵衛 役（主演）
- 怒り（2016年、東宝、李相日 監督） - 槙洋平 役（主演）[54]
- Fukushima 50（2020年、松竹、KADOKAWA、若松節朗 監督） - 吉田昌郎 役[55]
- ただいま、つなかん（2023年2月25日、風間研一 監督）- 語り
- 国宝（2025年6月6日、東宝、李相日 監督） - 花井半二郎 役[56]
- 盤上の向日葵（2025年10月31日公開予定、ソニー・ピクチャーズ エンタテインメント / 松竹、熊澤尚人 監督） - 東明重慶 役[57]

#### 海外映画
複数国の合作映画を含む。
- ラスト サムライ（2003年、アメリカ、ワーナー・ブラザース、エドワード・ズウィック 監督） - 勝元盛次 役[58]
- バットマン ビギンズ（2005年、米英合作、ワーナー・ブラザース、クリストファー・ノーラン 監督） - ラーズ・アル・グール（影武者） 役
- SAYURI（2005年、アメリカ、コロンビア ピクチャーズ、ロブ・マーシャル 監督） - 会長 役
- 硫黄島からの手紙（2006年、アメリカ、ワーナーブラザーズ、クリント・イーストウッド 監督） - 栗林忠道 役（主演）
- ダレン・シャン（2009年 / 2010年日本公開、アメリカ、ユニバーサル・ピクチャーズ / 東宝東和、ポール・ワイツ 監督） - ミスター・トール 役
- シャンハイ（2010年、米中合作、ワインスタイン・カンパニー、ミカエル・ハフストローム 監督） - タナカ将校 役
- インセプション（2010年、米英合作、ワーナー・ブラザース、クリストファー・ノーラン 監督） - サイトー 役[59]
- GODZILLA ゴジラ（2014年、アメリカ、ワーナー・ブラザース、ギャレス・エドワーズ 監督） - 芹沢猪四郎博士 役[60][2]
  - ゴジラ キング・オブ・モンスターズ（2019年、アメリカ、ワーナー・ブラザース / レジェンダリー・ピクチャーズ、マイケル・ドハティ 監督） - 芹沢猪四郎博士 役
- トランスフォーマー/ロストエイジ（2014年、アメリカ、パラマウント映画、マイケル・ベイ 監督） - ドリフト 役（声の出演）
  - トランスフォーマー/最後の騎士王（2017年、アメリカ、パラマウント映画、マイケル・ベイ 監督） - ドリフト 役（声の出演）
- 追憶の森（2016年、アメリカ、東宝東和、ガス・ヴァン・サント 監督） - タクミ・ナカムラ 役（主演）
- ベル・カント とらわれのアリア（2018年、アメリカ、ポール・ワイツ 監督） - ホソカワ 役（主演）
- 名探偵ピカチュウ（2019年、日米合作、ワーナー・ブラザース / 東宝） - ヨシダ警部補 役
- ザ・クリエイター/創造者（2023年、アメリカ、20世紀スタジオ、ギャレス・エドワーズ 監督） - ハルーン 役
- ケンスケの王国（英語版）（2023年、ウェールズ、ルーパス・フィルム、ニール・ボイル 監督） - ケンスケ 役

### テレビドラマ
- 壬生の恋歌（1983年4月20日 - 10月26日、NHK総合） - 畑中三郎 役
- 太陽にほえろ! 第574話「冒険の海」（1983年10月28日、日本テレビ/東宝） - 清水ユウジ 役
- 大河ドラマ（NHK総合）
  - 山河燃ゆ（1984年1月8日 - 12月23日） - 楠田武 役
  - 独眼竜政宗（1987年1月4日 - 12月13日） - 伊達政宗 役（主演）
  - 炎立つ 第一部・第三部（1993年7月4日 - 1994年3月13日） - 藤原経清・藤原泰衡 役（主演）
  - 北条時宗（2001年1月7日 - 3月25日） - 北条時頼 役
  - 西郷どん（2018年） - 島津斉彬 役[61]
  - べらぼう〜蔦重栄華乃夢噺〜（2025年） - 田沼意次 役[62]
- 月曜ワイド劇場「美しい女医の診察室II」（1984年3月26日、テレビ朝日）
- 弐十手物語（1984年4月12日 - 7月12日、フジテレビ） - やお吉 役
- 転校少女Y（1984年10月 - 12月、TBS） - 村井哲郎 役
- 連続テレビ小説「はね駒」（1986年4月7日 - 10月4日、NHK総合） - 小野寺源造 役
- TBS大型時代劇スペシャル（TBS）
  - 織田信長（1989年1月1日） - 織田信長 役（主演）
  - 坂本龍馬（1989年3月31日） - 語り
  - 武田信玄（1991年1月1日） - 語り
- 木曜劇場「あなたが欲しい I WANT YOU」（1989年1月 - 3月、フジテレビ） - 小山達夫 役（主演）
- 晴のちカミナリ（1989年4月12日 - 8月2日、NHK総合） - 竜治 役（主演）
- 仕掛人 藤枝梅安シリーズ（1990年 - 1993年、フジテレビ） - 藤枝梅安 役（主演）
渡辺自身が『独眼竜政宗』以外に代表作として挙げている。
- 忠臣蔵 風の巻・雲の巻（1991年12月13日、フジテレビ） - 赤垣源蔵 役
- 巌流島 小次郎と武蔵（1992年1月1日、NHK総合） - 佐々木小次郎 役（主演）
- 火曜サスペンス劇場「わが町」シリーズ（1992年 - 1998年、日本テレビ） - 森田吾郎 役（主演）
- 月曜ドラマスペシャル「あにき」（1992年5月18日、TBS） - 修二 役
- 君たちがいて僕がいるシリーズ（1992年、フジテレビ） - 藤原千十郎 役（主演）
- 居酒屋兆治（1992年7月10日、フジテレビ） - 兆治 役（主演）
- 町奉行日記（1992年12月23日、フジテレビ） - 望月小平太 役
- 鍵師シリーズ（1993年 - 1997年、フジテレビ/松竹） - 水谷浩二 役（主演）
- 御用牙（1994年、フジテレビ　※放送は2004年3月） - 板見半蔵 役（主演）
- 御家人斬九郎シリーズ（1995年 - 2002年、フジテレビ） - 松平残九郎 役（主演）
- 寿司、食いねェ!シリーズ（1996年 - 1997年、関西テレビ） - 吉永修造 役
- 忠臣蔵（1996年10月9日 - 12月18日、フジテレビ/東映） - 脇坂淡路守 役
- 火曜サスペンス劇場「指名手配」シリーズ（1998年 - 2001年、日本テレビ） - 今井 役（主演）
- 月曜ドラマスペシャル「直線の死角」（1998年12月21日、TBS） - 小早川徹 役（主演）
- 世にも奇妙な物語 春の特別編「時間（とき）のない街」（1999年3月31日、フジテレビ） - 西川慶一 役（主演）
- バカヤロー!1999 ニッポン人の怒り爆発 ストレス解消3連発 「ユーモアって何だ!?」（1999年9月26日、日本テレビ） - 主演
- 果つる底なき（2000年2月11日、フジテレビ） - 伊木遥 役（主演）
- 池袋ウエストゲートパーク（2000年4月14日 - 6月23日、TBS） - 横山礼一郎 役
- 浅草・花岡写真館（2000年12月3日、BS-i） - 黒川弥三郎 役
- 女と愛とミステリー「人間の証明2001」（2001年1月7日、BSジャパン/テレビ東京） - 棟居弘一良 役（主演）
- 女子刑務所東三号棟3 私たちは息子を殺しました…（2001年9月30日、TBS）
- こちら第三社会部（2001年10月8日 - 12月17日、TBS） - 清水次郎 役（主演）
- 忠臣蔵1/47（2001年12月28日、フジテレビ） - 安兵衛の介錯人 役
- 壬生義士伝 新撰組で一番強かった男（2002年1月2日、テレビ東京） - 吉村貫一郎 役（主演）
- 24時間テレビスペシャルドラマ 父さんの夏祭り（2002年、日本テレビ）
- 強行犯捜査第七係（2002年6月29日 - 、NHK-BShi） - 神山紘一郎（刑事）役
- 月曜ミステリー劇場「横山秀夫サスペンス・沈黙のアリバイ」（2002年7月8日、TBS） - 朽木泰正 役（主演）
- 異端の夏〜誘拐事件発生!子供の命を救えるか?（2003年1月19日、BSジャパン / テレビ東京） - 辰巳幸輝 役[注釈 2]
- 川、いつか海へ 6つの愛の物語（2003年12月22日、NHK総合） - 田沼六郎 役
- 砂の器（2004年1月18日 - 3月28日、TBS） - 今西修一郎 役
- 天切り松 闇がたり（2004年7月30日、関西テレビ） - 抜け弁天の安吉 役
- 金曜プレステージ「山田太一ドラマスペシャル 星ひとつの夜」（2007年5月25日、フジテレビ） - 野々山廣治 役（主演）
- 刑事一代 平塚八兵衛の昭和事件史（2009年6月20・21日、テレビ朝日） - 平塚八兵衛 役（主演）
- 坂の上の雲（2009年、2010年、2011年、NHK総合） - ナレーション
- 遠まわりの雨（2010年3月27日、日本テレビ） - 福本草平 役（主演）
- 塀の中の中学校（2010年10月11日、TBS） - 川田希望 役
- 愛・命 〜新宿歌舞伎町駆け込み寺〜（2011年12月17日、テレビ朝日） - 平山秀盛 役（主演）
- 負けて、勝つ 〜戦後を創った男・吉田茂〜（2012年9月 - 10月、NHK総合） - 吉田茂 役（主演）
- 白銀ジャック（2014年8月2日、テレビ朝日） - 倉田玲司 役（主演）
- おやじの背中 第7話「よろしくな。息子」（2014年8月24日、TBS） - 高村浩司 役（主演）
- 山田太一ドラマスペシャル「五年目のひとり」（2016年11月19日、テレビ朝日） - 木崎秀次 役（主演）[63][64]
- しあわせの記憶（2017年1月8日、毎日放送・TBS） - 太郎 役（主演）[65]
- 浮世の画家（2019年3月24日、NHK BS8K / 3月30日、NHK総合） - 小野益次 役（主演）[66]
- 逃亡者（2020年12月5日・6日、テレビ朝日） - 加倉井一樹 役（主演）[67]
- TOKYO VICE（2022年4月7日 - 6月12日、WOWOW） - 片桐 役[68]
  - TOKYO VICE Season2（2024年4月6日 - 6月8日、WOWOW）[69][70]
- 生きとし生けるもの（2024年5月6日、テレビ東京） - 成瀬翔（主演） 役[注釈 3][71]
- TRUE COLORS（2025年1月5日 - 3月2日、NHK BS・BSプレミアム4K） - 辻村多一郎 役[72]

### 舞台
- 悲劇・ブリタニキュス（1980年、演劇集団 円）
- 下谷万年町物語（1981年、演出：蜷川幸雄）
- 冬のライオン（1981年、演劇集団 円）
- バジャゼ（1981年、演劇集団 円）
- プラトーノフ（1982年、演劇集団 円）
- 花粉熱（1984年、演劇集団 円）
- ピサロ（1985年、パルコ・山﨑努プロデュース公演） - アタワルパ 役
- ハムレット（1988年、演出：蜷川幸雄） - ハムレット役（主演）
- 永遠 Part2（2001年、演劇集団 円）
- ホロヴィッツとの対話（2013年、演出：三谷幸喜） - 調律師フランツ=モア 役（主演）
- 朗読劇「LOVE LETTERS」（2013年・2016年） - アンディ 役[73]
- 王様と私（2015年、ヴィヴィアン・バーモント劇場／2016年、リンカーンセンター・シアター） - 王様（シャム王） 役（主演）[17][74]
- ピサロ（2020年、PARCO劇場） - ピサロ 役（主演）[75] ※一部公演中止[76]

### 吹き替え
本人吹替
- ラスト サムライ（勝元盛次）
- SAYURI（会長）
- ダレン・シャン（ミスター・トール）
- シャンハイ（タナカ大佐）
- インセプション（サイトー）劇場公開版、日本テレビ版
- 追憶の森（タクミ・ナカムラ）
- モンスター・ヴァース（芹沢猪四郎博士）
  - GODZILLA ゴジラ
  - ゴジラ キング・オブ・モンスターズ

- 名探偵ピカチュウ（ヒデ・ヨシダ警部補）

その他
- ランボー（ジョン・ランボー〈シルヴェスター・スタローン〉）日本テレビ版
- 風と共に去りぬ（レット・バトラー〈クラーク・ゲーブル〉）テレビ東京版
- ライオン・キング:ムファサ（キロス）

### テレビ番組

#### ドキュメンタリー番組
- 人間ビジョンスペシャル「クリル はるかなる半島〜知られざる光と影の島々〜」（1997年3月2日、北海道テレビ放送制作・テレビ朝日系全国ネット） - ナレーション
- 超大型ロマンアドベンチャースペシャル「イシグアラスト タランパジャ」（2008年1月4日、テレビ東京）- ナレーション
- 渡辺謙 アメリカを行く
  - 星条旗の下に生きたヒバクシャたち（2009年8月7日､NHK総合/ハイビジョン特集:8月9日､NHK BShi）
  - 9.11テロに立ち向かった日系人（2011年7月19日・20日（前後編）、NHK BSプレミアム/8月15日、NHK総合）
- 渡辺謙・戦争を語る「映画“硫黄島からの手紙”から新作ドキュメンタリーまで」（2011年8月6日、NHK総合）
- Beyond The Tsunami 津波を乗り越えて（2012年、ディスカバリーチャンネル・NHK総合） - リポーター
- NHKスペシャル（NHK総合）
  - “同日同時刻”生中継 被災地の夜（2012年3月11日）- プレゼンター
  - 私が愛する日本人へ〜ドナルド・キーン 文豪との70年〜（2015年10月10日） - ナビゲーター
- 渡辺謙 “僕に、できること”（明日へ -支えあおう- → 明日へ つなげよう）（NHK総合）
  - 第1回 世界に震災を伝える（2012年4月8日）
  - 第2回 ただひたすら被災地へ（2012年4月15日）
  - 第3回 “復興”を見つめた2年（2013年4月7日）
  - 第4回 再会 6年目の希望と苦悩（2016年6月12日）
  - 第5回 見つめ続けた震災10年（2021年1月17日）[78]
- 震災3年・復興と未来〜“これから”のために〜（2014年3月11日、TBS） - 密着
- プロフェッショナル 仕事の流儀「渡辺謙55歳、人生最大の挑戦」（2015年5月25日、NHK総合）
- ETV特集「戦後70年企画 ドナルド・キーンの日本 前後編」（2015年11月14日・21日、NHK Eテレ）- ナビゲーター ※上記「ドナルド・キーン 文豪との70年」拡大版
- 役者道〜渡辺謙があなたに語る仕事と人生〜（2023年2月（全4回）、WOWOW）[79]

#### バラエティ等
- 君は天才!〜渡辺謙がコメディーに挑戦!!（2019年8月10日、NHK BSプレミアム）
- にっぽん縦断 こころ旅（2024年12月9日 - 13日（予定）、NHK BSプレミアム4K） - ピンチランナー

### 広告
- レナウン 「SIMPLE LIFE」（1985年 - 1988年）
- 松下電器産業 カラーテレビ 「αArtサラウンド」（1987年）
- アサヒビール
  - 「スーパーイースト」（1989年）
  - 「プレミアム生ビール 熟撰」（2008年）
- ヤクルト本社 「ヤクルト400」（1999年）
- アメリカン・エキスプレス「My Life. My Card.」（2005年11月18日 - ）
- 野村不動産 「プラウド新浦安」（関東エリアのみ、2006年9月 - 2007年8月）
- 日産自動車
  - 「スカイラインセダン」（2006年11月）
    - 幕開け（渡辺謙篇）（2006年11月21日）
    - 風篇（渡辺謙編）（2007年1月1日）

  - 「スカイラインクーペ」（2007年10月）
    - PURE RED（渡辺謙篇）（2007年10月3日 - ）
- キヤノン デジタル一眼レフカメラ
  - 「EOS 40D」（2007年8月）
  - 「EOS 50D」（2008年8月）
  - 「EOS 60D」（2010年9月）
- 日本和装ホールディングス 「4ヶ月間無料きもの着付教室」
- NTTドコモ
  - ひとりと、ひとつ。walk with you （2010年） ※岡田将生と共演
  - spモード篇 （2010年9月） ※ダース・ベイダーと共演
  - 上京篇（2011年）※朝倉あきと共演
  - docomo LTE Xi篇（2013年）※本田圭佑と共演
  - ドコモ光 「何がはじまる？」篇（2015年）※千葉真一・安藤玉恵・佐藤江梨子・マキタスポーツと共演
- スズキ 「ワゴンR」（2012年 - ）
- サントリー 「グラン ドライ」（2013年3月 - ）
- 眼鏡市場（2013年 - ）
- 大和証券 ダイワファンドラップ（2015年 - ）
- ハズキルーペ（2018年 - ）※菊川怜と共演
- ヤマダホームズ（2025年 - ）[80]

## ディスコグラフィ

### シングル
- 夢のように（1987年11月21日）
- やさしい夜〜風を忘れた子供たち（1989年10月21日）
- 大きなコート〜君を待つシーソー（1990年10月21日）
- 日付変更線（1992年10月21日）

### アルバム
- 終わりのない輪舞（1987年11月21日）
- ANDANTE（1988年11月21日）
- Rit（1992年11月1日）

### 参加作品
- Paradise Has No Border（2025年3月19日） - 東京スカパラダイスオーケストラのベスト・アルバム『NO BORDER HITS 2025→2001 〜ベスト・オブ・東京スカパラダイスオーケストラ〜』に収録。トランペットと声で参加[81]。

## 受賞

### 日本アカデミー賞
- 第22回（1998年度）優秀助演男優賞 - 『絆 -きずな-』[82]
- 第25回（2001年度）優秀助演男優賞 - 『千年の恋 ひかる源氏物語』
- 第26回（2004年度）優秀助演男優賞 - 『陽はまた昇る』[83]
- 第30回（2006年度）最優秀主演男優賞 - 『明日の記憶』[84][85]
- 第33回（2009年度）最優秀主演男優賞 - 『沈まぬ太陽』[86]
- 第37回（2013年度） 優秀主演男優賞 - 『許されざる者』[87]
- 第44回（2020年度）最優秀助演男優賞 - 『Fukushima 50』[88]

### その他
- 1987年度エランドール新人賞 - 『海と毒薬』
- 第8回（1998年度）日本映画批評家大賞・男優賞
- 第3回（2003年）ブレイクスルー・オブ・ザ・イヤー賞 - 『ラスト サムライ』
- 第46回（2003年度）ブルーリボン賞 特別賞 - 『ラスト サムライ』
- 第41回（2004年）ゴールデン・アロー賞 映画賞 - 『ラスト サムライ』
- 第40回（2004年）ザテレビジョンドラマアカデミー賞 助演男優賞 - 『砂の器』[89][90]
- 第28回（2004年）山路ふみ子映画賞 山路ふみ子文化財団特別賞 - 『ラスト サムライ』
- 第15回（2006年）淀川長治賞 - 『ラスト サムライ』『バットマン ビギンズ』『SAYURI』『明日の記憶』
- 第31回（2006年度）報知映画賞 主演男優賞 - 『明日の記憶』
- 第19回（2006年度）日刊スポーツ映画大賞 主演男優賞 - 『明日の記憶』
- 第80回（2006年度）キネマ旬報ベスト・テン 主演男優賞 - 『明日の記憶』
- 第49回（2006年度）ブルーリボン賞 主演男優賞 - 『明日の記憶』
- 2006年度SARVH賞 - 『明日の記憶』
- 第35回（2006年）ベストドレッサー賞 - 『明日の記憶』
- 第34回（2009年度）報知映画賞 主演男優賞 - 『沈まぬ太陽』
- 第4回（2009年）安吾賞（新潟市主催）
- 2010 50th ACC CM FESTIVAL 演技賞 - NTTドコモ「ひとりと、ひとつ。」
- 第8回（2011年）COTTON USAアワード
- 第51回(2011年)モンテカルロ・テレビ祭    主演男優賞  - 『塀の中の中学校』
- ジャパンアクションアワード2014 ベストアクション男優賞 - 『許されざる者』[91][92]
- 新潟県民栄誉賞（2015年）[93]
- 第7回（2016年）岩谷時子賞[94]
- 2016 GQ Men of the Year[95]